# Lotus 2-Eleven
 (mars 2012).
Si vous disposez d'ouvrages ou d'articles de référence ou si vous connaissez des sites web de qualité traitant du thème abordé ici, merci de compléter l'article en donnant les références utiles à sa vérifiabilité et en les liant à la section « Notes et références ».
La Lotus 2-Eleven est une voiture de course du constructeur automobile britannique Lotus Cars. Offrant deux places, elle est réservée à une utilisation sur circuit. Une version homologuée route un peu plus courte existe cependant.

## Moteur
La 2-Eleven, basée sur la Lotus Exige S, est équipée d'un 4 cylindres en ligne 2ZZ-GE compressé de 1,8 L DOHC Toyota commun à toutes les autres Lotus, et d'une boîte de vitesses 6 rapports, produisant 252 chevaux à 8 000 tr/min pour un couple de 242 N m à 7 000 tr/min, pour un poids « plume » de 670 kg, lui permettant d'atteindre le 0 à 100 km/h en 3,8 secondes, avec une vitesse de pointe de 249 km/h.